# William Spencer (Radsportler)

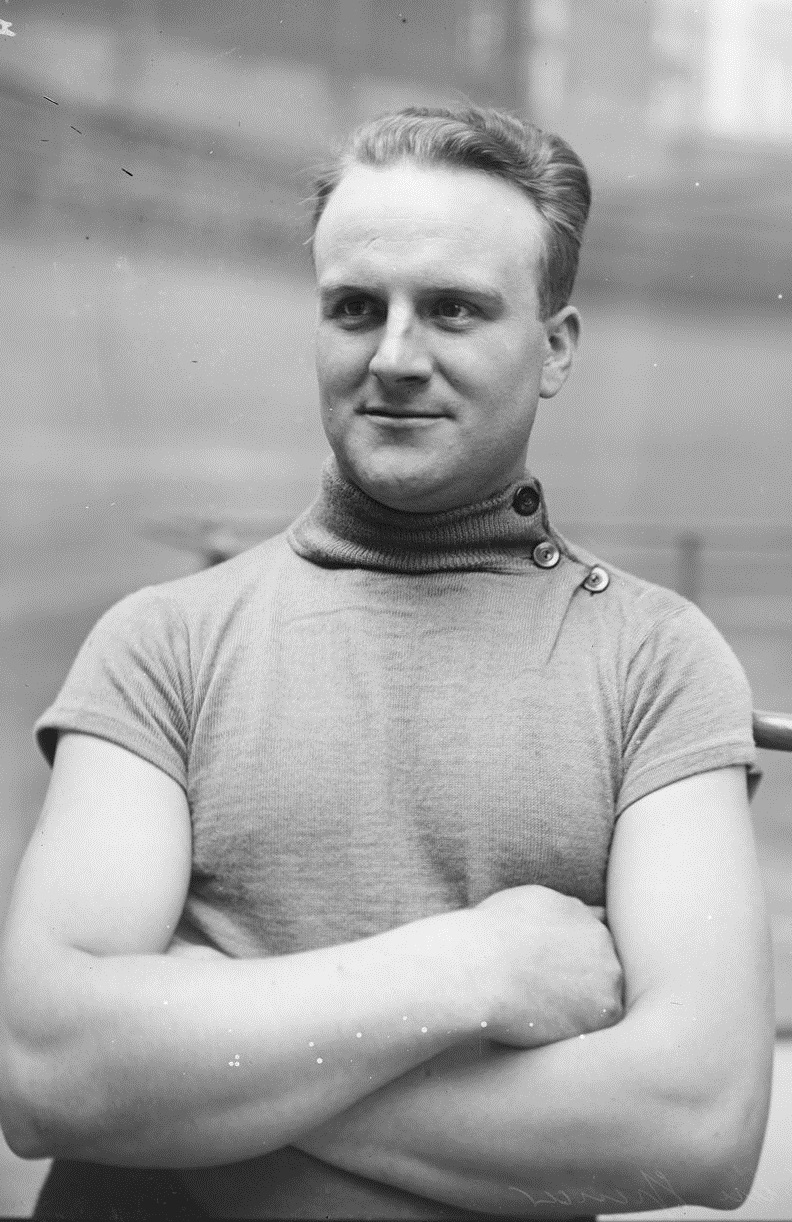
Willie Spencer (1922)

William Spencer (* 11. November 1895 in Großbritannien; † 2. Oktober 1963) war ein kanadischer Radrennfahrer und nationaler Meister im Radsport.

## Sportliche Laufbahn
William „Willie“ Spencer, der in Großbritannien geboren wurde und mit seiner Familie nach Kanada auswanderte, siedelte 1915 mit seinem Bruder Arthur von Toronto nach Newark in die USA über, um dort Berufsfahrer zu werden. In den USA wurde er als Kanadier nationaler Meister im Sprint 1922, 1923 und 1926. Sein Bruder wurde ebenfalls dreifacher Titelträger. Er startete bei 15 Sechstagerennen, gewann zwei davon (1917 in San Franzisco und in 1919 Sydney), bei allen anderen Rennen schied er vorzeitig aus. 1947 erhielt er die Staatsbürgerschaft der Vereinigten Staaten.

## Berufliches
Nach seiner aktiven Laufbahn wurde Spencer Radsportpromotor und Veranstalter von Sechstagerennen. Er wurde zum Konkurrenten von John M. Chapman, bis dahin fast unumstrittener Herrscher der nordamerikanischen Sechstagerennszene. Spencer nahm 1927 mehr als 20 Fahrer unter Vertrag und veranstaltete selbst Sechstagerennen. Dies führte zu einem erbitterten Konflikt, der dazu führte, dass Spencers Fahrer von der National Cycling Association (dem amerikanischen Verband) suspendiert wurden.
Gustav Kilian berichtete später, dass Spencer ein sehr unangenehmer und harter Vertragspartner war. Er bot Kilian und seinem Partner Heinz Vopel für ihren ersten Vertrag in den USA eine Gage von 125 Dollar je Rennen an, Transfer und Spesen sollten die Fahrer selber bezahlen. Beide nahmen das Angebot letztlich dennoch an, da es damals ihre einzige Chance war, in den USA starten zu können.

## Familiäres
William war der Bruder von Arthur Spencer, der ebenfalls Radrennfahrer war.

## Ehrungen
2005 wurde er in die United States Bicycling Hall of Fame aufgenommen.